# قضية تجنيس التونسيين
كانت قضية التجنيس التونسية حركة احتجاجية ضد القوانين الفرنسية والتونسية التي سهلت الحصول على الجنسية الفرنسية في عام 1933 خلال فترة الحماية الفرنسية في تونس. كانت الحركة نشطة في منع دفن التونسيين المسلمين الذين تبنوا الجنسية الفرنسية في مقابر المسلمين. أعادت أعمال الشغب هذه إحياء الحركة الوطنية التونسية التي ضعفت بعد قمع 1926-1928.

## الخلفية

### أول قوانين التجنيس
صدرت أولى القوانين التي تسمح للتونسيين بالحصول على الجنسية الفرنسية عام 1887، بعد ست سنوات من إنشاء المحمية. حدد قانون 29 يوليو 1887:
المادة 1: يجوز، بعد سن الحادية والعشرين، أن يسمح له بالتمتع بحقوق المواطنين الفرنسيين: الشخص التونسي الذي خدم ثلاث سنوات في الجيش أو البحرية الفرنسية، أو الذي قام بواجبات أو وظائف مدنية تدفعها الخزانة الفرنسية.
المادة 2: يتم تخفيض الحد الزمني لمدة ثلاث سنوات إلى سنة واحدة للأفراد المذكورين في المادة السابقة الذين قدموا فرنسا خدمة استثنائية.
المادة 3: يسمح أيضا بالتمتع بحقوق المواطنين الفرنسيين: الرعايا التونسيون الذين، دون أن يخدموا في القوات المسلحة أو يؤدون واجباتهم أو وظائفهم المدنية التي تدفعها الخزانة الفرنسية، يقدمون فرنسا خدمة استثنائية.
المادة 4: يتم تقديم طلب التجنس إلى المراقب المدني للمنطقة التي أقام فيها مقدم الطلب مقر إقامته. يقوم المراقب المدني تلقائيا بمراجعة تاريخ وطبيعة مقدم الطلب [...] في كل حالة، يتم إرسال نتائج التحقيق، جنبا إلى جنب مع الطلب والوثائق الداعمة إلى المقيم العام، الذي يمر على المجلد، مع رأيه المنطقي، إلى وزارة الخارجية.
تم إلغاء هذا القانون دون تعديلات جوهرية بموجب المراسيم الصادرة في 28 فبراير 1899 وأكتوبر 1910 و 20 أغسطس 1914 و 8 نوفمبر 1921. لقد سمح قانون 1910 فقط إمكانية التقدم بطلب للحصول على الجنسية التونسية للأزواج الفرنسيين (مع الأطفال)، لحاملي الشهادات العليا (في ذلك الوقت، كان يمكن اكتسابها فقط في فرنسا)، وأولئك الذين اعتبروا غير مؤهلين طبيًا. للخدمة في القوات المسلحة.
ومع ذلك، كانت ردود الفعل على مرسوم 1921 الذي سهل الحصول على الجنسية الفرنسية للأجانب (معظمهم من اليهود والإيطاليين) المولودين في تونس،  عنيفة. انتقدت بعض الصحف التونسية هذا «الهجوم على الجنسية التونسية» وقالت إنه يمكن منح الأجانب في تونس الجنسية التونسية. من ناحية أخرى، وجد آخرون أنه من الطبيعي للأجانب المسيحيين المولودين في تونس أن يسعوا للحصول على الجنسية الفرنسية بدلاً من التونسيين. 
جاءت المعارضة «الرسمية» الأولى من الناصر بك في 8 أبريل 1922، عندما هدد بالتنازل عن العرش إذا لم يتم تلبية طلباته الـ 18. وطالبت النقطة التاسعة بـ «الإلغاء التام لمرسوم التجنيس التونسي، سواء للذين خدموا في الجيش أو الذين لم يفعلوا». ومع ذلك، سرعان ما اضطر الباي إلى سحب مطالبه. 
كان عدد التجنيس، في ذلك الوقت، ضئيلاً:
- 1891-1897: 23 شخصا
- 1889-1910: 101 شخصا
- 1911-1919: 290 شخصا
- 1920: 22 بالغًا و 6 أطفال
- 1921: 10 بالغين و 9 أطفال
- 1922: 33 بالغًا و 24 طفلًا
- 1923: 39 بالغًا و 25 طفلًا

### قانون ٢٠ ديسمبر ١٩٢٣
شجع قلق الحكومة الفرنسية بشأن حجم السكان الإيطاليين في تونس وظهور الفاشية في إيطاليا فرنسا على سن قانون ٢٠ ديسمبر ١٩٢٣ الذي يسهل حصول التونسيين على الجنسية الفرنسية. بموجب هذه الأحكام، فإن أولئك الذين يمكنهم التقدم بطلب للحصول على الجنسية الفرنسية هم:
- خريجو البكالوريا من كلية صادقي أو مدرسة إميل لوبيت المهنية أو المدارس العادية أو حملة الشهادة العربية العليا
- قدامى المحاربين في الحرب العالمية الأولى أو أولئك الذين توفي لهم أب أو ابن في الخدمة، أو ثلاثة أبناء خدموا ونجوا
- تونسيون عملوا لمدة عشر سنوات في الإدارة العامة الفرنسية أو في شركة فرنسية
- تونسيون لديهم خمسة أطفال على الأقل في مدارس فرنسية
- تونسيون «ساهموا في البعثة الفرنسية» بشكل عام

كان الطاهر حداد من أوائل التونسيين الذين عارضوا القانون، وكان يخشى هجر مواطنيه المهتمين بالفوائد المادية للتجنيس. في ١٣ نوفمبر ١٩٢٣، شجب "فتح باب التجنس يعني، على الأقل، أن فرنسا تريد من التونسيين أن يصبحوا فرنسيين يومًا ما. ألا يكفي هذا لإثبات حرص الحكومة الفرنسية على قمع الأمة التونسية والدولة التي تمثلها، دولة تلتزم فرنسا بموجب معاهدة باحترامها بل بالدفاع عنها؟ 
كما حاول حزب الدستور معارضة هذا القانون من خلال تنظيم حملة برقيات. محاولا للحصول على إدانة من قبل السلطات الدينية ألتي لم تذهب سدى.  وقع حبيب بك في النهاية على القانون الجديد حيز التنفيذ، مما وضع حدًا لحملتهم، وأضعف الحزب القومي.

### التجنيس في أعقاب قانون عام ١٩٢٣
المستفيدون الرئيسيون من هذا القانون هم اليهود التونسيون المتحمسون للهروب من المحاكم التونسية التي تطبق الشريعة الإسلامية بشكل أساسي. منذ بدايات الحماية، اختار العديد منهم إرسال أطفالهم إلى المدارس الفرنسية. وهكذا استوفوا شروط الحصول على الجنسية الفرنسية. في عام ١٩٢٤، تقدم ٢٨٤ يهوديًا بطلبات للحصول على الجنسية، بالإضافة إلى ٦٢ مسلمًا. بين عامي ١٩٢٤ و١٩٣٠، ارتفع عدد المتقدمين إلى ٥٣٠٠ يهودي و١١٥٠ مسلم. كانت دوافعهم بسيطة في الغالب: فكل المتقدمين تقريبًا كانوا موظفين اجتذبهم ما يسمى «الثلث الاستعماري»، حيث كان المواطنون الفرنسيون يتقاضون راتباً أعلى بمقدار الثلث من الراتب الذي يدفع للتونسيين. 
أراد لوسيان سانت المفوض الفرنسي الذي كان إقترح مشروع هذا القانون إضعاف الحركة القومية من خلال جذب أعضائها الأفضل تعليماً. ومع ذلك فقد نجح فقط في جذب سخرية أكثر المستعمرين عنصرية، الذين سخروا من هؤلاء المواطنين الجدد الذين بالكاد يتحدثون الفرنسية. عندما غادر تونس في ٢ يناير ١٩٢٩ لم يكن يعلم أن خليفته فرانسوا مانسرون قنبلة موقوتة من شأنها أن تعيد تنشيط الحركة الوطنية التونسية مرة أخرى.

### الحركة الوطنية عام ١٩٣٢
أدت المراسيم التي أصدرها لوسيان سانت في عام ١٩٢٦ بأعضاء حزب الدستور إلى التصرف بحذر. الازدهار الاقتصادي للبلاد في تلك الفترة لم يساعدهم على حشد الشارع. انتظارًا لظروف أكثر ملاءمة، ركزوا على إنشاء خلايا دستورية في الريف وأنشأوا العديد من النقابات العمالية في كل شركة. جابت الشركات الأدبية والفنية والمسرحية البلاد من أجل الحفاظ على الشعور الوطني. كما شهدت الصحف القومية باللغتين العربية والفرنسية تطورا.
في ١ نوفمبر ١٩٣٢ نشرت الطبعة الأولى من جريدة 'العمل التونسية التي يديرها الحبيب بورقيبة، محمود الماطري، بحري جيجا، محمد بن بورقيبة، الطاهر الصفار وعلي بوحاجب.
وسرعان ما وصلت آثار الكساد الكبير إلى تونس وزاد السخط في البلاد. ورأى القوميون الشباب أن العوز قضية جيدة تكفي لإحياء الحركة الوطنية على أسس جديدة.

## أزمة التجنيس

### المؤتمر الإسلامي العالمي للقدس سنة ١٩٣١
لفت ترشيح عبد العزيز الثعلبي لمنصب ممثل تونس في المؤتمر الإسلامي العالمي لعام ١٩٣١ انتباه التونسيين إلى نتائج الاجتماع، بما في ذلك «النضال اليائس ضد تجنيس المسلمين في البلدان الإسلامية التي تديرها فرنسا». أدت الشعبية الكبيرة للزعيم الدستوري في المنفى إلى إعادة قضية التجنيس إلى الواجهة مرة أخرى، خاصة وأن الوقت كان مواتيا لنهضة دينية كما يتضح من اقتراح القسم التونسي بالمجلس الأكبر لصالح المدارس القرآنية وجامعة الزيتونة. 

### مراسم الدفن

#### دفن بنزرت
في ٣١ ديسمبر ١٩٣٢ عند الإعلان عن وفاة المتجنس الفرنسي المسلم محمد شعبان، في بنزرت، اجتمع أفراد في مقبرة المسلمين للاعتراض دفنه وأصدر مفتي المدينة إدريس الشريف فتوى تبرر هذا الرفض. من أجل تجنب إراقة الدماء. وافقت أرملة شعبان، وهي فرنسية كاثوليكية، على دفنه في مقبرة الأوروبيين.  في نفس اليوم، اضطر سباهي من بنزرت، وهو مواطن فرنسي متجنس أيضًا، إلى استدعاء السلطات المحلية للتدخل لدفن أحد أبنائه الصغار في مقبرة المسلمين.
اعتبرت وسائل الإعلام القومية هذه الأحداث انتصارا كبيرا. بدأت L'Action Tunisienne حملة صحفية تسببت في احتجاجات عنيفة في حمامات الأنف وفيريفيل والقيروان. 

#### فتوى محمد الطاهر بن عاشور

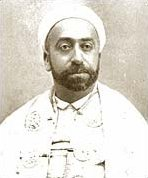
صورة محمد الطاهر بن عاشور.

من أجل إزالة أي غموض حول حقائق الدفن، طلب الجنرال المفوض فرانسوا مانسيرون نصيحة شيخ الإسلام محمد الطاهر بن عاشور، في أبريل ١٩٣٣. كانت الفتوى الصادرة عن محكمة «الشريعة» ردا على ذلك غامضة للغاية؛ وأكدت أن المسلم الذي يتبنى جنسية بلد غير مسلم هو مرتد، لكنها أضافت أنه إذا تاب، حتى لفظيا، قبل وفاته، فإن دفنه في مقابر المسلمين مقبول. علم حزب الدستور بهذه المواربة وند بالتواطؤ بين الفرنسيين والسلطات الدينية. أبلغ مانسيرون وزير الخارجية الفرنسي حينها جوزيف بول بونكور بفشله:
.
عند صدور الفتوى الجديدة، بدأ طلاب قرية الزيتونة إضرابًا وطالبوا بإقالة كاتبها. كان مطلبهم ناجحًا في ٣٠ سبتمبر ١٩٣٣.

#### تصاعد الاحتجاجات
عندما انتشرت الشائعات حول صياغة فتوى لصالح المفوض طالب ممثل قسطنطين في مجلس النواب الفرنسي، إميل مورينو، وزير الخارجية بتسريع سياسة التجنيس، في ٦ أبريل.
في ١٥ أبريل و١٦ أبريل ١٩٣٣، اندلعت الاضطرابات في حي حلفوين بتونس العاصمة بعد الإعلان عن وفاة الفرنسي المتجنس موسى بن سعيد. لم تستطع قوى الأمن من السيطرة على الشارع واستبدلت بالكتائب السنغالية التي تعاملت مع التمرد. تمت استعادة الهدوء فقط عندما علم المتظاهرون أن بن سعيد على قيد الحياة.
في ٢١ أبريل، نشر الصدر الأعظم الهادي لاخوة إعلانًا أعلن فيه أحمد الثاني بك مدافع عن الدين الإسلامي، وطلب من رعاياه السلام، ودافع عن الشرع، وحذر مثيري الشغب من الآثار الضارة لأفعالهم.  لم يكن لتدخله أي تأثير، ولتجنب أعمال الشغب، تم دفن المجنس في مقابر أوروبية مثل القيروان ولا منوبة والكاف وسوق الأربع.
في ١ مايو، بدأ سكان تونس احتجاجات مرة أخرى من أجل وقف دفن السيدة قبايلي، التي كان زوجها رئيس رابطة مسلمي فرنسا. وأصدر المفوض العام أمرًا بدفن مسلمي فرنسا في مقابر مخصصة.
في ٧ أغسطس، وقعت اضطرابات دامية في المنستير. على الرغم من مرسوم المفوض البريطاني الذي يحظر دفن المجنسين الفرنسيين في مقابر المسلمين ، فقد فرض المراقب المدني في سوسة، أندريه غرينيتش، دفن ابن المسؤول المتجنس عبد السلام الصيادي. قرر الناس الاحتجاج على هذا القرار وسرعان ما تم استخدام العنف: بدأ الحشد في إلقاء الحجارة على خطبة الجنازة بينما أطلق الجنود النار على المتظاهرين مما أدى إلى سقوط العديد من الجرحى ومقتل شعبان البوتي الملقب بخرفوشة. بعد الأحداث، تم طرد جراينيك وقائد المنستير من مناصبهم. · 

#### توزيع فتوى مجهولة المصدر بتاريخ ٤ مايو

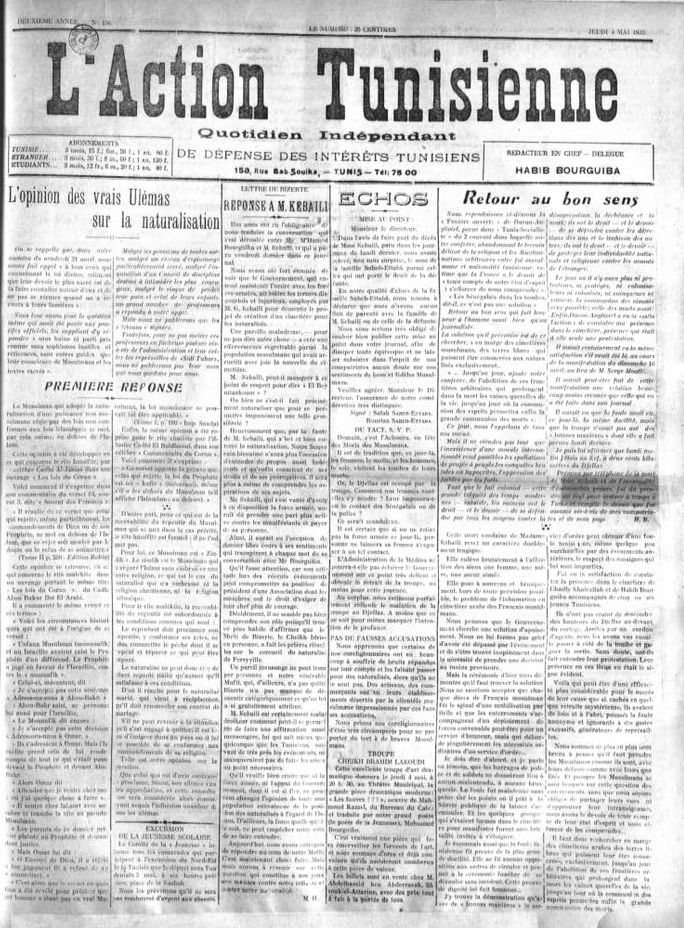
الصفحة الأولى من جريدة العمل، 4 مايو 1933.

للتعبير عن خلافه مع الطاهر بن عاشور، كتب محمد بشير نايفر (١٨٨٩-١٩٧٤)، إمام مسجد الزيتونة، فتوى تشير إلى أن المسلم الذي يسعى للحصول على الجنسية يعتبر قد تخلى عن دينه. كما أوضحت الفتوى شروط التوبة حتى يحق للمتجنس أن يدفن في مقبرة إسلامية. صدق على هذه الفتوى أخوه إبراهيم نايفر. من أجل تجنب الأعمال الانتقامية ضد كتاب النص، تم نسخه وتوقيعه من قبل محمد صلاح نايفر (١٩٠٢-١٩٩٣) الذي نقله إلى مجلة العمل التونسي. 
يعتبر المسلم الذي يتبنى تجنيس سلطة غير إسلامية تحكمها قوانين لا تتوافق مع الشريعة الإسلامية، بناء على هذا الفعل، غير مسلم [...]
فيما يتعلق بمقبولية توبة المسلم الذي يضع نفسه في الحالة المذكورة أعلاه، فإن المذهب الحنفي قاطع: لا يعترف به [...]
بالنسبة للطقوس المالكية، تخضع مقبولية التوبة لشروط معروفة هي:
يجب على التائب أن يعلن توبته، وبالتالي يتوافق مع أفعاله، وليس ارتكاب الخطيئة التي يتوب عليها وإصلاح ما يمكن إصلاحه.
لا يمكن إعلان التجنس التائب إلا إذا استوفى هذه الشروط.
وبالتالي فإنه ينتج عن الزوج المتجنس، الذي يأتي إلى التوبة، أنه يجب تجديد عقد زواجه. وإذا لم يتمكن من العودة إلى الحالة التي التزم بمغادرتها، فإنه ملزم بالهجرة إلى بلد يمكن له فيه الامتثال لوصايا دينه.
وقد برر غياب التوقيعات محررو الصحيفة: «من أجل عدم وضع هؤلاء المعلمين في موقف حرج تجاه الإدارة وتجنب انتقام» سيدي طاهر «لن ننشر أسمائهم التي نحتفظ بها لأنفسنا».. لكن محمد صلاح نايفر أوقف عن عمله في منتصف شهر مايو. 

## عواقب

### إنشاء مقابر خاصة
```
طبق مرسوم في ٦ مايو ١٩٣٣ بإنشاء مقابر خاصة للمجنسين المسلمين. 
[
24
]
 كانت هذه المقابر الخاصة معروفة لعامة الناس باسم «مقابر الجيف».
[
20
]
 سعى ٧٠ شخصًا على الأقل لاستعادة الجنسية التونسية في رسائلهم الموجهة إلى المقيم العام. في هذه الرسائل، توسلوا إليه أن «يشطب جنسيتهم الفرنسية» وأن يعيد لهم الجنسية التونسية حتى يتم دفنهم مع موتاهم وإنقاذ عائلاتهم من العار واليأس.
```

نقل الاشتراكيون التونسيون هذه الطلبات إلى باريس، لكن الحكومة ردت بأنه «لا يمكن فقدان الجنسية الفرنسية ما لم تقرر الحكومة الفرنسية أنها يجب أن تحرم من طلبها بحرية».

### إحياء القومية التونسية
دفع نجاح الحشد الشعبي النشطاء إلى درجة أنهم طالبوا بعقد مؤتمر الدستور الاستثنائي، الذي انعقد في ١٢ مايو و١٣ مايو في شارع مونتاني، تونس العاصمة. تم انتخاب مجموعة العمل التونسي، التي نجحت في حملتها الصحفية، بالإجماع في لجنة الدستور التنفيذية.
في ٤ سبتمبر، عقب إطلاق نار في مقبرة المنستير، قاد الحبيب بورقيبة وفدًا احتجاجيًا من المنستير لرؤية أحمد بك. وانتقده أعضاء اللجنة التنفيذية لاتخاذ هذا القرار من تلقاء نفسه دون إبلاغهم. استقال بورقيبة غاضبًا من تشكيل اللجنة في ٩ سبتمبر. كانت هذه بداية الانقسام الذي أدى إلى إنشاء Neo Destour في ٢ مارس ١٩٣٤.